# 始僧海豹属
始僧海豹属（学名：Eomonachus）是海豹科下的一个属，化石出土於紐西蘭。

## 下属物种
本属包括以下物种：
- 贝烈盖尔始僧海豹 Eomonachus belegaerensis Rule, Adams, Marx, Evans, Tennyson, Scofield & Fitzgerald, 2020